# S·恰纳吉拉曼
S·恰纳吉拉曼（1974年2月4日—），印度外交官，現任印度駐雪梨總領事，曾任印度駐古巴大使等職。

## 經歷
S·恰纳吉拉曼出生于1974年2月4日。1991年至1995年期間恰纳吉拉曼在泰米尔纳德农业大学完成了農業學士學位，並於1996年至1998年期間在该校獲得農業昆蟲學碩士學位。后来他还于2002年在新德里的印度农业研究所獲得博士學位。
2002年，进入印度外事服务部，选择葡萄牙作为学习外语。他曾在巴西利亞、里斯本、仰光和比勒陀利亞的印度外交使團中擔任多个職務：2004年至2008年期間，他在印度驻巴西大使馆擔任二等秘書，負責政治、商務和行政事務；2008年至2011年期間，他在印度驻葡萄牙大使馆擔任一等秘書，負責政治、商務、領事和行政事務；2013年至2016年期間，他在印度駐缅甸大使館擔任商務參贊。他於2016年至2019年期間擔任印度駐南非副高級專員，兼駐萊索托王國。
恰纳吉拉曼於2019年至2021年作為聯秘領導了印度外交部的電子治理與資訊科技司以及網路外交司。此外，他还代表印度参加了第六届联合国政府专家组，探讨推进国家行为的相关事宜，以及在國際安全背景下的信息通信技術發展首屆不限成员名额工作组。在新德里的印度外交部，他还曾在拉丁美洲司擔任处长，以及在歐亞事務部門擔任副司长。
2021年6月14日，被任命为下一任印度驻古巴大使。2021年7月24日至2023年11月，担任印度驻古巴大使。
2023年12月起，任印度驻雪梨总领事，接替被任命为印度驻加纳高级专员的默尼什·古普塔。

## 个人生活
已婚，育有两女。精通英语、泰米尔语、印地语和葡萄牙语。